# 13849 Dunn
13849 Dunn è un asteroide della fascia principale. Scoperto nel 1999, presenta un'orbita caratterizzata da un semiasse maggiore pari a 2,2040319 UA e da un'eccentricità di 0,0901448, inclinata di 4,62100° rispetto all'eclittica.